# Kerugoya
Kerugoya är en ort i distriktet Kirinyaga i provinsen Central i Kenya. Folkmängden uppgick till 16 369 invånare vid folkräkningen 2009. Kerugoya tillhör kommunen Kerugoya/Kutus.